# Agrilus holzschuhi
Agrilus holzschuhi é uma espécie de inseto coleóptero polífago pertencente à família dos buprestídeos. É um dos representantes do gênero Agrilus.
Foi descrita formalmente pela primeira vez em 1994, por Eduard Jendek.